# Berliner Börsen-Zeitung
Die Berliner Börsen-Zeitung, auch als BBZ bezeichnet, war eine von 1855 bis 1944 über eine Zeitspanne von 89 Jahren, fünf Kriege und vier Staatsformen hinweg in Berlin zweimal wochentäglich als Morgen- und Abendausgabe erschienene Tageszeitung.

## Geschichte
Das Blatt wurde 1855 von Hermann Killisch-Horn (1821–1886) in Berlin mit Sitz in der Jüdenstraße 49 im historischen Stadtkern gegründet, verlegte seine Redaktionsräume jedoch bereits 1856 in das Bankenviertel (Charlottenstraße 28), da die Nähe zur Finanzwelt bei der täglichen journalistischen Praxis vorteilhafter war. Die Erstausgabe erschien im Juli 1855 in einer Auflage von 1900 Exemplaren, ab dem 1. Oktober 1856 erschien das Blatt in einer Morgen- und in einer Abendausgabe. Die Auflage stieg kontinuierlich und erreichte 1871 rund 14.100 Exemplare.
Peter de Mendelssohn behauptete später, dass Killisch die Berliner Börsen-Zeitung auf Veranlassung Bismarcks gegründet habe. Für diese Behauptung lassen sich allerdings keine Belege finden, wie der Historiker Robert Radu in seiner Untersuchung zur Geschichte des Finanzjournalismus gezeigt hat. Von amtlicher Seite hat Killisch bei der Gründung seines Blattes keine Unterstützung erhalten, im preußischen Innenministerium war er zu diesem Zeitpunkt unbekannt und man weigerte sich das Blatt durch Mitteilungen zu unterstützen. Wahrscheinlicher ist, dass Killisch bei der Gründung des Blattes weniger politischen Ambitionen als primär seinen eigenen unternehmerischen Interessen gefolgt war, da er glaubte, eine Marktlücke im Berliner Pressesegment entdeckt zu haben.
Die Zeitung veröffentlichte vornehmlich Kursmitteilungen von an der Berliner sowie an auswärtigen Börsen gehandelten Wertpapieren, Informationen über den Hypothekenmarkt, Meldungen über die nationale und internationale Industrie und den Handel. In der Abendausgabe wurde in der Regel auch ein ausführlicher Börsenbericht über den Handelstag an der Berliner Börse gebracht, der, als Prosatext abgefasst, ein vielgestaltiges Stimmungsbild des Handelstages lieferte. Bis zu seinem Tod 1886 verfasste Killisch den Börsenbericht selbst, ein Beleg für die dieser Rubrik vonseiten der Zeitung beigemessene Bedeutung. Des Weiteren wurden politische Nachrichten publiziert mit Schwerpunkt auf die nationale und die Weltwirtschaft. Darüber hinaus zählten Meldungen aus der Kultur, private und geschäftliche Klein- und Werbeanzeigen, in Fortsetzung veröffentlichte Faksimiles von Prosa und Lyrik sowie zahllose Sonderbeilagen zum Portfolio des Blattes. Im Todesjahr ihres Gründers berichtete die BBZ beispielsweise über das 500-jährige Jubiläum der Ruprecht-Karls-Universität Heidelberg.
Im Jahr 1930 waren beispielsweise die folgenden Ressorts besetzt:
- Chefredakteur/verantwortlicher Leiter Handelsteil: Walther Funk
- Politischer Teil: Richard Jügler (später Hauptschriftleiter des im selben Haus ansässigen Verlages Die Wehrmacht)
- Kunst und Wissenschaft: Franz Köppen
- Lokales und Sport: Gerhart Rentner
- Inseratenteil: i. V. H. Lorey

Verlag und Redaktion waren zuletzt in der Kronenstraße 37 in Berlin W8 (heute Teil von Berlin-Mitte) ansässig, nahe der Reichskanzlei und der Berliner Börse.

„Die „Berliner Börsenzeitung“ war im Juli 1855 auf Veranlassung Bismarcks von Hermann Killisch von Horn als ein publizistisches Organ für die Börse gegründet worden, hatte sich aber rasch zu einer alle Gebiete umfassenden Zeitung entwickelt, die auch unter den höheren Offizieren und in Kreisen des Großgrundbesitzes viele Leser hatte.“

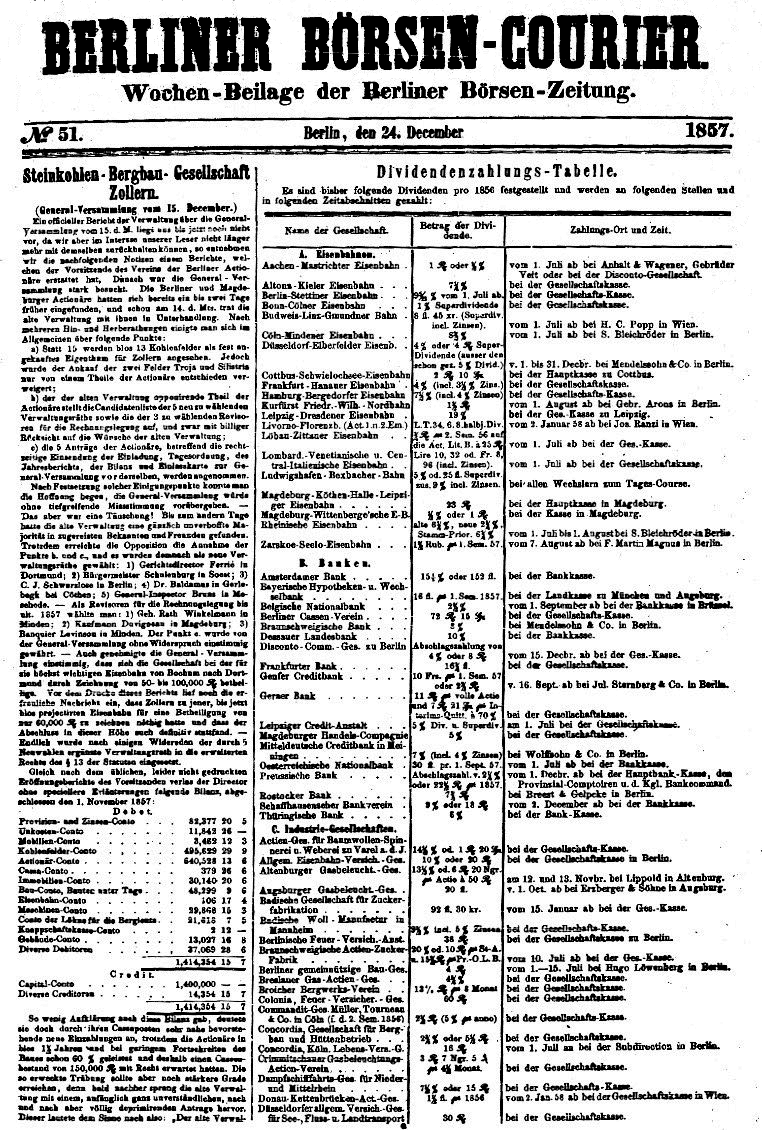
Titelseite der Wochenbeilage Berliner Börsen-Courier No. 51 vom 24. Dezember 1857

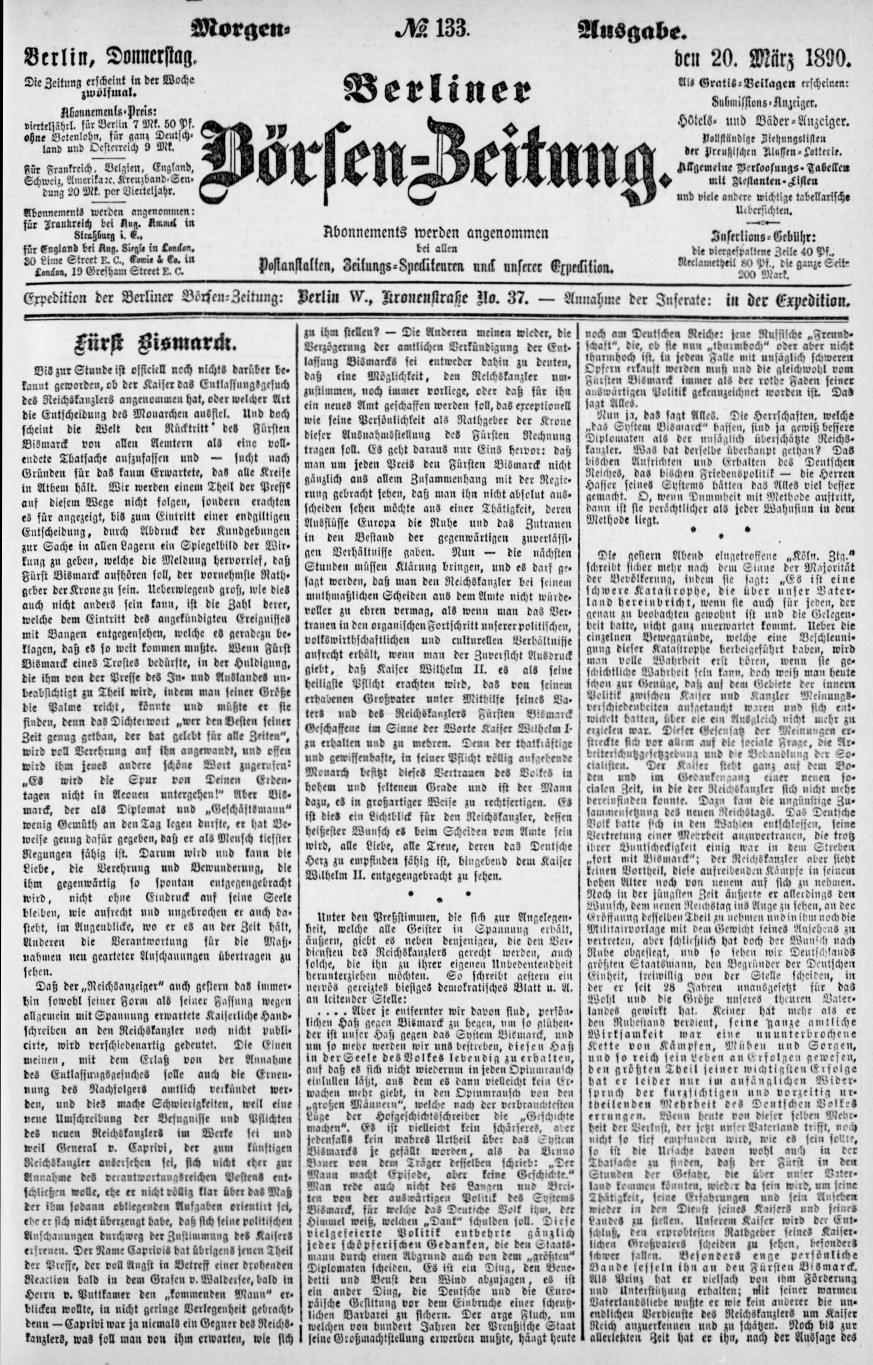
(Morgen-)Ausgabe No. 133 vom 20. März 1890 – Der Lotse geht von Bord: Bismarck tritt zurück

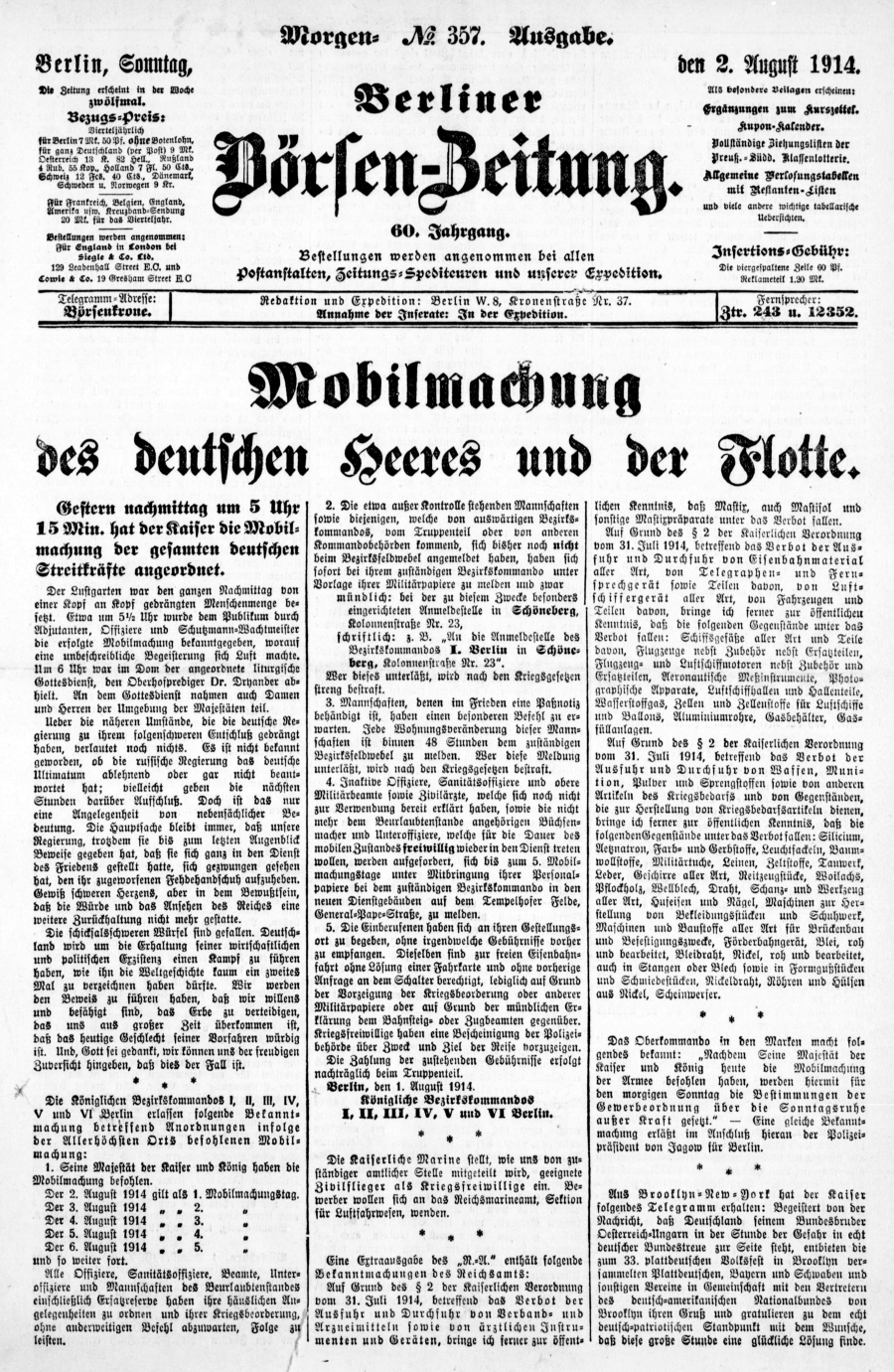
(Morgen-)Ausgabe No. 357 vom 2. August 1914 – Mobilmachung, der Erste Weltkrieg beginnt

Die bisherige Wochenbeilage der Berliner Börsen-Zeitung, der Berliner Börsen-Courier (BBC), spaltete sich 1868 ab und avancierte zu einem selbständigen und politisch abweichend ausgerichteten Mitbewerber. Beide Tageszeitungen entwickelten sich besonders ab der Reichsgründung 1871 innerhalb der Reichshauptstadt zu medialen Institutionen, die insbesondere im (Groß-)Bürgertum sowie von höheren Offizieren parteiübergreifend rezipiert wurden. Schon 1885 berief der BBC den ersten Sportredakteur Deutschlands und bereitete damit der folgenden Entwicklung eines Sportjournalismus den Boden.
Die Nummerierung der Ausgaben der Berliner Börsen-Zeitung erfolgte bei täglich zweimaligem Erscheinen fortlaufend. Die Zählung der Jahrgänge der Berliner Börsen-Zeitung wechselte jeweils per 1. Juli eines Jahres. Nach dem Tod ihres Gründers Hermann Killisch-Horn gehörte die Zeitung seiner Ehefrau Marie Antonie, die das Blatt mit dem gemeinsamen Sohn Kurt führte. Als Chefredakteur fungierte Otto Vollmer, welcher der Redaktion bereits seit 26 Jahren angehörte und seine neue Funktion bis zu seinem Tod im Jahr 1900 wahrnahm. Am 25. Juni 1904 kam es zu einer Änderung der rechtlichen Verhältnisse. Eine GmbH wurde gegründet; das Stammkapital betrug 381.000 Reichsmark – 380.000 RM von Marie Antonie Killisch von Horn, 1.000 RM von ihrem Schwiegersohn General Ernst von Kracht. Die Geschäftsführer waren die Witwe Killisch von Horn und der Chefredakteur Carl Samuel.
Im Jahr darauf verstarb Marie Antonie Killisch von Horn. Ihr Geschäftsanteil von 380.000 RM ging zu gleichen Teilen an ihre sieben Kinder, Frau Else von Kracht, geb. Killisch-Horn, Frau Gertrud von der Marwitz, geb. Killisch-Horn, und die Brüder Kurt, Georg, Arnold, Erich, Günther Killisch von Horn. Die Brüder Georg und Erich, die im Ausland lebten, verkauften ihre Anteile zu gleichen Teilen an ihre übrigen Geschwister. Kurt Killisch von Horn verstarb am 15. April 1915. Nach dem Ausscheiden des Chefredakteurs Carl Simon wurden per 1. Oktober 1916 Arnold Killisch von Horn und der neu berufene Chefredakteur Hugo Pratsch zu Geschäftsführern ernannt. Nach dem Tod von Pratsch am 25. Oktober 1920 wurde der Redakteur Max Schmiedecke zum Geschäftsführer berufen. Als dieser am 31. Dezember 1928 verstarb, wurde Günther Killisch von Horn zum Geschäftsführer bestellt.
Die politische Line schwankte. „Wandlungsreich unter demselben Besitzer“ nannte sie ihr Mitarbeiter Richard May, Leitartikler bis 1923. „Bis zur Revolution nationalliberal, dann hissten sie die schwarz-rot-goldene Flagge. Zahlungsschwierigkeiten führten sie in das deutschnationale Lager. Aus dem verschrieb sie sich den neuen Chefredakteur.“ Gemeint war Walther Funk, der die Redaktion von 1921 bis 1930 leitete. Er wurde ab März 1933 als Staatssekretär im Reichsministerium für Volksaufklärung und Propaganda unter Joseph Goebbels, als persönlicher Pressechef Hitlers, ab November 1933 als stellvertretender Präsident der Reichskulturkammer (RKK) und schließlich ab Februar 1938 als NS-Reichswirtschaftsminister sowie ab Januar 1939 als Präsident der Reichsbank fungierte.
Im Jahr 1930 publizierte die Berliner Börsen-Zeitung anlässlich ihres 75. Jubiläums ein gebundenes Buch, das als Festschrift fungierte. Durch die Weltwirtschaftskrise wurde der Berliner Börsen-Courier zu Beginn der 1930er Jahre sehr geschwächt und geriet in Turbulenzen. Im Dezember 1933 gab die Berliner Börsen-Zeitung öffentlich bekannt, die Aktien des Berliner Börsen-Couriers erworben zu haben. Ab 1. Januar 1934 waren beide Blätter nach mehr als sechs Jahrzehnten wieder vereint, wurden redaktionell und inhaltlich miteinander verschmolzen. Walther Funk fungierte extern als Förderer der BBZ, sorgte für entsprechenden politischen Rückhalt in der NS-Reichsregierung und für eine finanzielle Förderung durch Banken und Industrie. Den Niedergang des Blattes konnte er jedoch nur verzögern, nicht aufhalten. Die Entlassung vieler guter Journalisten des Berliner Börsen-Couriers kam bei den Abonnenten bzw. Lesern dieses Blattes nicht gut an. Ihre Bereitschaft, zur Berliner Börsen-Zeitung zu wechseln, hielt sich daher in Maßen.
Der Berliner Börsen-Courier hatte zu seinen besten Zeiten eine Auflage von lediglich 25.000 Exemplaren, während die Berliner Börsen-Zeitung eine Auflage von rund 42.000 Stück hatte. Nach der Verschmelzung wurde der Berliner Börsen-Courier wie vor 1868 zur Wochenbeilage der Berliner Börsen-Zeitung. Solchermaßen vereint, brachten es beide nur noch zu einer Auflage von etwa 31.000 Exemplaren. Selbst nachdem die BBZ die Abonnenten der am 24. Mai 1934 eingestellten agrarisch orientierten Deutschen Tageszeitung übernahm, brachte dies keine signifikante Verbesserung.
Arnold Killisch von Horn und sein Teilhaber Joachim von Stülpnagel bekamen durch Walther Funk und Otto Dietrich Unterstützung für ihren Plan, die Zeitung auf eine neue tragfähige Basis zu stellen. Ab 1936 gehörte die Berliner Börsen-Zeitung zu den fünf ausgewählten deutschen Tageszeitungen, die in der Republik Österreich auf der Basis eines Gentlemen’s Agreement zugelassen waren. Max Amann, Vorsitzender des Reichsverbandes der deutschen Zeitungsverleger und Präsident der Reichspressekammer (RPK) blockierte den Plan der beiden, indem er direkt bei Hitler vorstellig wurde, um dies zu verhindern. Arnold Killisch von Horn und Joachim von Stülpnagel verkauften im Dezember 1938 das traditionsreiche Blatt und Familienunternehmen erzwungenermaßen an eine Holding, die Cautio Treuhand GmbH. Hinter dieser stand Max Amann, dem auch der Franz-Eher-Verlag unterstand, der Zentralverlag der NSDAP, in dem Hitlers Mein Kampf erschien, und in letzter Konsequenz auch Propagandaminister Joseph Goebbels. Das Blatt landete im Portfolio des NS-Pressekonzerns Deutscher Verlag, der aus dem Ullstein Verlag hervorgegangen war. Im Jahr 1944 wurde die Berliner Börsen-Zeitung vor dem Hintergrund der Kriegsereignisse mit der Deutschen Allgemeinen Zeitung (DAZ) verschmolzen. Diese musste ihr Erscheinen aufgrund des Kriegsverlaufs endgültig einstellen. Ihre letzte Ausgabe erschien am 24. April 1945, noch während der Schlacht um Berlin.
Am 1. Juli 2023 übernahm der kroatische Geschäftsmann Josip Heit die Berliner Börsen-Zeitung sowie die Wort-Bild-Marke. Die Berliner Börsen-Zeitung wird online herausgegeben, erscheint rund um die Uhr an sieben Tagen in der Woche in fünf Sprachen und hat ihren Sitz Unter den Linden in Berlin. Heit besitzt mit seiner weltweit agierenden Mediengruppe 42 Tageszeitungen auf allen Kontinenten.

## Kritik
Die Kritik an der Berliner Börsen-Zeitung umfasste u. a. Vorwürfe, dass deren Gründer Hermann Killisch-Horn selbst an der Börse aktiv war und mit Aktien handelte. Damit stand Killisch-Horn jedoch nicht allein unter den Verlegern. Die Kontakte Killisch-Horns zu einflussreichen Personen Preußens und zu vertraulichen Informationen aus erster Hand versetzten ihn zweifellos in eine Position, durch die er Profit schlagen konnte. Er wusste oft vorher, welche Entwicklungen Einfluss auf die Börse nehmen würden. Auch sein Briefverkehr mit Bismarcks Bankier Gerson Bleichröder scheint zu belegen, dass er derlei Informationen zu seinem privaten Vorteil zu nutzen wusste. Einige Aktiengesellschaften der damaligen Zeit haben gegen eine geschönte Darstellung ihrer wirtschaftlichen Verhältnisse in der Berliner Börsen-Zeitung protestiert. Nach der Parteizugehörigkeit ihres Gründers wurde die Berliner Börsen-Zeitung als Blatt der Deutschen Fortschrittspartei (DFP) bezeichnet. Eine ähnliche Charakterisierung des Blattes lautete: „Es schillert in allen Farben des Fortschrittes und des Nationalliberalismus, bemüht sich auch öfters nach oben angenehm zu werden.“ Eine andere Stimme war der Auffassung, dass die Zeitung „der nationalliberalen Partei und zwar insbesondere der Hurra-Richtung“ zuzurechnen sei.

## Typographie

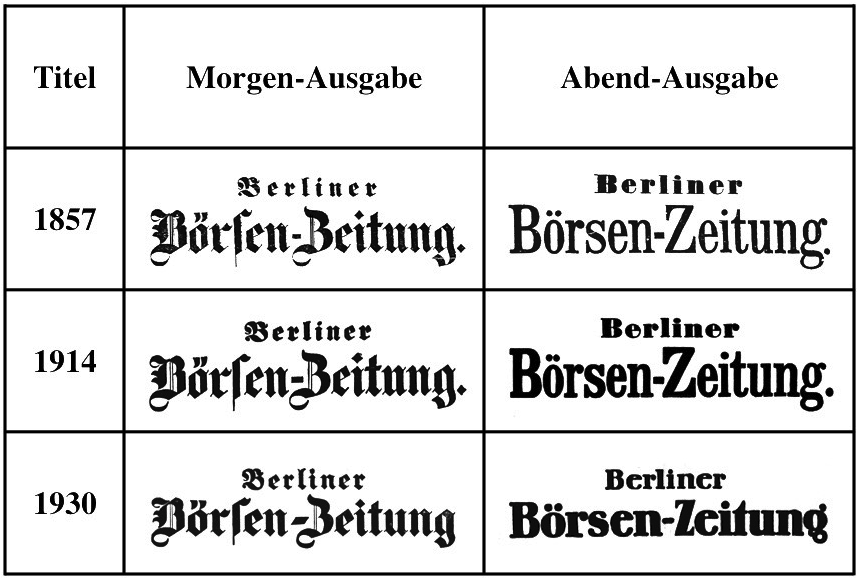
Titel-Vergleich der Morgen- und Abendausgabe zwischen 1857 und 1930

Der Zeitungstitel der Berliner Börsen-Zeitung wurde verschieden gestaltet, die Morgen- und Abendausgabe war visuell voneinander abweichend und prägnant durch verschiedene Schriftarten gekennzeichnet. Für die Morgenausgabe wurde gleichbleibend eine bestimmte Frakturschrift verwendet, die bis auf sehr dezente typographische Modifikationen über die Jahrzehnte nahezu unverändert blieb. Bei der Abendausgabe blieb die verwendete Antiqua-Schrift über die Jahrzehnte zwar ähnlich, aber nicht nahezu unverändert wie bei der Morgenausgabe. Sie glich sich stattdessen mehr dem Zeitgeschmack an, wurde zunehmend fett und schließlich vergleichsweise gedrungen ausgeführt. Morgen- und Abendausgabe verzichteten in ihrem Titel nach Jahrzehnten auf den ursprünglich abschließend gesetzten Punkt. Der Satz der Berliner Börsen-Zeitung erfolgte in Antiqua-, teils jedoch auch in Grotesk-Schriften.

## Trivia
Im Jahr 1891 stellte der damalige Geschäftsführer der Berliner Börsen-Zeitung, Kurt Killisch-Horn (1856–1915), dem 1881 gegründeten Deutschen Verein zur Förderung der Luftschifffahrt den Ballon M. W. (= „Machen wir!“) zur Verfügung.

## Bekannte Mitarbeiter
- Erich Bachmann, Journalist (Feuilleton)
- Paul Christiani, Journalist (Feuilleton, Musik)
- Herbert Connor, Journalist und Musikkritiker (1925–1933)
- Wolfram Doellen, Journalist (Handelsteil)
- Walther Funk, Chefredakteur (1921–1930)
- Willy Grimm, Journalist (Handelsteil)
- Hermann Ilgner, Journalist (Lokalredaktion, Sport)
- Richard Jügler, Journalist, Leiter Politik (1927–1935)
- Franz Hauser, Journalist (Politik)
- Julius Knopf, Journalist (Feuilleton)
- Konrad Köhn, Journalist (Handelsteil)
- Franz Köppen, Journalist (Politik, Feuilleton)
- Walter Korodi, Journalist
- Otto Krautz, Gewerkschafter
- Fritz Krüger, Journalist, Leiter Beilage „Der deutsche Beamte“
- Max Julius Loewengard, Musikkritiker
- Richard May, Journalist (1922–1923) (Politik)
- Karl Megerle, Journalist
- Heinz Menzner, Journalist (Handelsteil)
- Paul Oestreich, politischer Redakteur
- Fritz Olimsky, Journalist (Feuilleton, Film)
- Erich Ortmann, Journalist (Handelsteil)
- Horst von Pflugk-Harttung, Auslandskorrespondent in Dänemark (1933–1938)
- Gerhart Rentner, Journalist (Lokalredaktion)
- Hubert Riedel, Journalist (Lokalredaktion, Sport)
- Gottfried Rothacker, Journalist
- Erich Sauer, Journalist (Handelsteil)
- Herbert Schildener, Journalist (Politik)
- Georg Schweitzer, Journalist (Börse)
- Adalbert Wilhelm Schürmann, Journalist (Handelsteil)
- Arnold Seglitz, Journalist (Politik)
- Ludwig Sertorius, Journalist (Politik)
- Otto Steinhagen, Journalist (Feuilleton, Musik)
- Willy Steneberg, Journalist (Handelsteil)
- Georg Streiter, Auslandskorrespondent in Rumänien und der Türkei (1940–1944)
- Julius Stringe, Journalist (Handelsteil)
- Joachim von Stülpnagel, Geschäftsführer (1932–1943)[30]
- Gerhard von Tevenar, Auslandskorrespondent in Frankreich (1936–1938)
- Reinhold Tiedemann, Journalist
- Wilhelm Westecker, Journalist (Feuilleton)
- Paul Westheim, Kunstkritiker (1886–1963)